# Nathy Peluso
Natalia Peluso (ur. 12 stycznia 1995 r. w Luján) – argentyńska wokalistka i autorka tekstów piosenek, znana jako Nathy Peluso.

## Kariera
Tworzy muzykę z pogranicza hip-hopu, trapu, soulu, jazzu, salsy i swingu. Debiutowała w 2017 roku mixtape’em o tytule Esmeralda. Jej debiutancki album studyjny, Calambre, miał premierę jesienią 2020 roku i dotarł do piątego miejsca listy przebojów albumowych w Hiszpanii, kompilowanej przez PROMUSICAE. Płyta zdobyła nagrodę Premios Gardel w kategorii najlepszy album alternatywno-popowy, była też nominowana do statuetki Latin Grammy.
Współpracowała z Christiną Aguilerą przy singlu „Pa mis muchachas” (z gościnnym udziałem Becky G i Nicki Nicole).